# La Voix humaine (téléfilm)
Pour les articles homonymes, voir La voix humaine.
Pour plus de détails, voir Fiche technique et Distribution.
La Voix humaine est un moyen-métrage français tourné pour la télévision, produit et réalisé en 1970 par Dominique Delouche, sorti en 1971. C'est une mise en scène télévisuelle du drame lyrique éponyme de Francis Poulenc d'après la pièce de Jean Cocteau.

## Synopsis
Une femme élégante, encore jeune, répond dans sa chambre en désordre à l'appel téléphonique de son amant. Celui-ci, qui a l'intention de la quitter, tente de lui faire passer le message sans trop meurtrir son extrême sensibilité. Tous les moyens lui sont bons : grands mots, humour, cajolerie, déni, mensonge... De son côté son amoureuse, qui pressent la fin, tente désespérément de le reconquérir, avec pour armes selon les moments la tendresse, la passion, l'humilité, le regret, la violence, la menace du suicide...

## Fiche technique
- Titre : La Voix humaine
- Réalisation : Dominique Delouche
- Assistant réalisateur et conseiller artistique : Renaud de Dancourt
- Scénario : d'après le monologue en un acte La Voix humaine de Jean Cocteau (1929), créé en février 1930 à la Comédie-Française
- Musique : La Voix humaine de Francis Poulenc, tragédie lyrique composée en 1958, créée le 6 février 1959 à la Salle Favart, chantée par Denise Duval et par l'Orchestre de l'Opéra-Comique, dirigés par Georges Prêtre, enregistrée sur disques La Voix de son Maître
- Décors et costumes : Dominique Delouche
- Photographie : Jean Penzer
- Montage : Philippe Dufaur
- Son : Paul Giacobbi
- Production : Dominique Delouche
- Société de production : ORTF (2e chaîne), Les Films du Prieuré, avec la participation du Centre national de la cinématographie et de la Direction de la musique et du spectacle
- Société de distribution : ORTF (diffusion originale à la télévision) ; Doriane Films (DVD, 2009 et VOD)
- Laboratoire : LTC
- Tournage : en 1970 aux Studios de Boulogne
- Pays de production :  France
- Langue originale : français
- Genre : opéra filmé
- Format : couleurs - 35 mm - son mono
- Durée : 40 minutes
- Dates de sortie :
  - France : 1971 (ORTF) ; 2009 (DVD)

## Distribution
- Denise Duval : l'amoureuse au téléphone

## Autour du film
La soprano Denise Duval accepta, à la demande de Dominique Delouche, de sortir de sa retraite (elle avait quitté la scène en 1963) pour rejouer son plus grand rôle, celui de l'amoureuse bafouée de La Voix humaine de Poulenc. Si son interprétation vocale est celle de 1959, qu'elle reproduit en playback, son apport nouveau est celui d'actrice. Suivie avec empathie par la caméra du réalisateur, comme elle l'est par la musique vibrant au rythme ou à l'arythmie de son cœur oppressé, elle révèle ses dons de comédienne.